# Dieter Tucholke
Dieter Tucholke (* 8. Juli 1934 in Berlin; † 2001 ebenda) war ein deutscher Maler, Zeichner und Grafiker.

## Leben und Werk
Tucholke wurde 1934 als Sohn des Musikers Kurt und seiner Ehefrau Waltraud geboren. Er studierte von 1952 bis 1957 an der Kunsthochschule Berlin-Weißensee bei Werner Klemke und Arno Mohr Gebrauchsgrafik und freie Grafik. Danach war er in Berlin als freischaffender Künstler tätig. Ab 1965 bildete er mit Ingo Kirchner, Robert Rehfeldt und Hanfried Schulz eine experimentelle Künstlergruppe. Gemeinsam mit seinen Freunden vollzog er 1965 den Bruch mit dem realistischen Traditionen. Die vier jungen Künstler knüpften an Dada und Konstruktivismus an, griffen Tachismus und bald auch Pop Art auf. Der künstlerische Aufbruch von 1964/65 war so fest und breit angelegt, dass Tucholke sein Leben lang daraus immer wieder neue Wege für seine künstlerischen Arbeit ableiten konnte. 1965 veröffentlicht die Schweizer Zeitschrift „Spektrum – Zeitschrift für Originalgrafik und Dichtung“ Arbeiten Tucholkes. Er lernt Gerhard Altenbourg kennen und den Komponisten Georg Katzer, der einer seiner nächsten Freunde wird. Der Direktor des Dresdner Kupferstichkabinetts Werner Schmidt wurde einer der wesentlichsten Förderer Tucholkes. Tucholke begann mit Materialbildern und Materialdrucken. In seiner Arbeit griff er zunächst Elemente aus der Kunst Faworskis auf. Seit Anfang der 70er Jahre trat er mit meisterhaften Kombinationsdrucken hervor. Sein ursprüngliches Metier Grafik erweiterte er zur Plastik und Malerei bis zur Einbeziehung von Photographie und Bildprojektionen in Zusammenwirken mit Musik. Tucholke hatte Verbindung zur Erfurter Ateliergemeinschaft, einer Gruppe von Künstlern, die von 1964 bis 1974 Ausstellungen nonkonformer und kritischer Kunst ausrichtete. 1983 beginnt er mit Gemälden. „Da eine öffentliche Repräsentation der Arbeiten vorerst als ausgeschlossen gilt, stellt Tucholke die Arbeiten in seiner Wohnung und in der Wohnung eines Freundes in Berlin-Oberschöneweide zur Diskussion. Zur Eröffnung dieser Ausstellung sprach Gabriele Muschter. Unter den zahlreichen Gästen waren Friedrich Dieckmann, Günter Feist, Georg Katzer und Werner Schmidt. Letzterer erwarb Arbeiten für Dresden.“ Studienreisen führten Tucholke 1965 in die CSSR und 1973 nach Polen. Anlässlich einer Ausstellung in Hamburg entstand 1987 eine Freundschaft mit Klaus Kröger. Stipendien der Universität Amsterdam und vom Künstlerhaus Worpswede ermöglichten in den Jahren 1992 und 1994 mehrmonatige Arbeitsaufenthalte. Ab 1999 war Tucholke Stipendiat der Konrad-Adenauer-Stiftung.
Tucholke war bis 1990 Mitglied im Verband Bildender Künstler der DDR. Er hatte in der Zeit DDR im In- und Ausland eine große Zahl von Einzelausstellungen und Ausstellungsbeteiligungen, u. a. 1962/1963, 1977/1978, 1982/1983 und 1987/1988 an der Fünften Deutschen Kunstausstellung und VIII. bis X. der Kunstausstellung der DDR in Dresden.
Tucholke war mit der Malerin Barbara Tucholke (Berlin) verheiratet. Aus der Ehe ging neben Annette Tucholke eine weitere Tochter hervor.

## Ehrungen
- 1976 Banner der Arbeit
- 1978 3. Internationale Grafikbiennale Jyvåskylå / Finnland, Preisträger der Biennale Frechen
- 1992 Stipendien der Universität Amsterdam, Künstlerhaus Worpswede
- 1994 Stipendium Künstlerhaus Worpswede

## Rezeption
„Tucholke gehörte in der DDR zu den avantgardistischen Untergrundkünstlern, immer politisch engagiert. In seiner Kunst anknüpfend an Dada und Konstruktivismus, griff er auch früh Tachismus und Pop Art auf.“

## Museen und öffentliche Sammlungen mit Werken Tucholkes (unvollständig)
- Berlin: Kupferstichkabinett[6]
- Dresden: Galerie Neue Meister[7]
- Dresden: Kupferstichkabinett[7]

## Weitere Werkbeispiele

### Grafik
- Hommage à Ionesco – Die Nashörner (Grafikfolge, verschiedene Techniken; auf der VIII. Kunstausstellung der DDR)[8]
- Spuren und Wände (Grafikfolge, diverse Techniken 1976/1977 ausgestellt: Neuer Berliner Kunstverein 1982)
- Christoph Hein: Die Vergewaltigung: sechs Erzählungen. 5. Druck der Sisyphos-Presse, 1991 (mit 6 Originalradierungen; Auflage: 333 Ex.)

### Buchillustrationen
- Die LPG – Das sind wir. Verlag Volk und Wissen, Berlin, 1959 (Lesebuch)
- Gerd Prokop: Wer stiehlt schon Unterschenkel ? Kriminalgeschichten aus dem 21. Jahrhundert. Verlag Das Neue Berlin, Berlin, 1980
- Gerd Prokop: Samenbankraub. Neue Kriminalgeschichten aus dem 21. Jahrhundert. Verlag Das Neue Berlin, Berlin, 1983

## Einzelausstellungen (unvollständig)
- 1967 Berlin, Genossenschaft bildender Künstler
- 1968 Magdeburg, Freundeskreis Bildende Kunst Magdeburg
- 1973 Magdeburg, Freundeskreis Bildende Kunst Magdeburg
- 1977 Berlin, Galerie Prater
- 1977 Dresden, Kupferstichkabinett (Reihe "Erwerbungen", Graphik, Collagen, Zeichnungen)
- 1978 Erfurt, Galerie erph
- 1980 Berlin, Galerie Arkade („Negativbilder - Preußische Geschichte“)
- 1982 Erfurt, Predigerkloster
- 1982 Berlin, Neuer Berliner Kunstverein (Zeichnungen, Collagen, Druckgraphik)
- 1985 Berlin, Palaste der Republik
- 1985 Berlin, Französische Kirche („Glücklicher Hiob“)
- 1987 Hamburg, Evangelische Akademie
- 1987 Bad Seegeberg, Kunstdienst der Evangelischen Kirche
- 1988 Bergisch-Gladbach, Keller-Galerie Däberitz („Kritische Malerei und Grafik“)
- 1988 Bad Segeberg, Tagungsstätte der Evangelischen Akademie Nordelbien
- 1989 Mainz, Neues Rathaus Mainz
- 1990 Paris, La Villette Einzelausstellung innerhalb der DDR Kunstausstellung
- 1990 Berlin, Eröffnung Galerie "Vier"
- 1991 Berlin, Galerie "Vier"
- 1992 Berlin, Bürgerhaus Grünau (Abel?, Vermalte Collagen von Dieter Tucholke)
- 1992 Worpswede, Amsterdam Stipendium mit Ausstellung im Atelierhaus
- 1993 Bad Kissingen, Kunstraum Köhler ("Vermalte Collagen")
- 1993 Potsdam, Galerie Brockmann
- 1994 Worpswede, Atelierhaus Stipendium mit Ausstellung
- 1995 Köln, Landeshaus des Landschaftsverbandes Rheinland (Negativbilder, Preußische Geschichte. 1980/1994)
- 1995 Berlin, Kulturbrauerei
- 1996 Berlin, Kulturforum Villa Oppenheim (Dieter Tucholke "Fotovermalungen und Objekte")
- 1997 Berlin, Galerie Sophienstraße 8 ("Satirische Plastiken und Objekte")
- 1999 Altkünkendorf, Galerie und Atelier Louisenhof (Dieter Tucholke Malerei, Objekte)
- 2000 Berlin, Kulturbrauerei Galerie im Pferdestall ("Radierungen 1988-2000")
- 2018 Burg Beeskow, Kunstarchiv Beeskow Museum für Junge Kunst Frankfurt Oder ("Negativbilder" Grafik, Objekte Dieter Tucholke)